# Påskägg

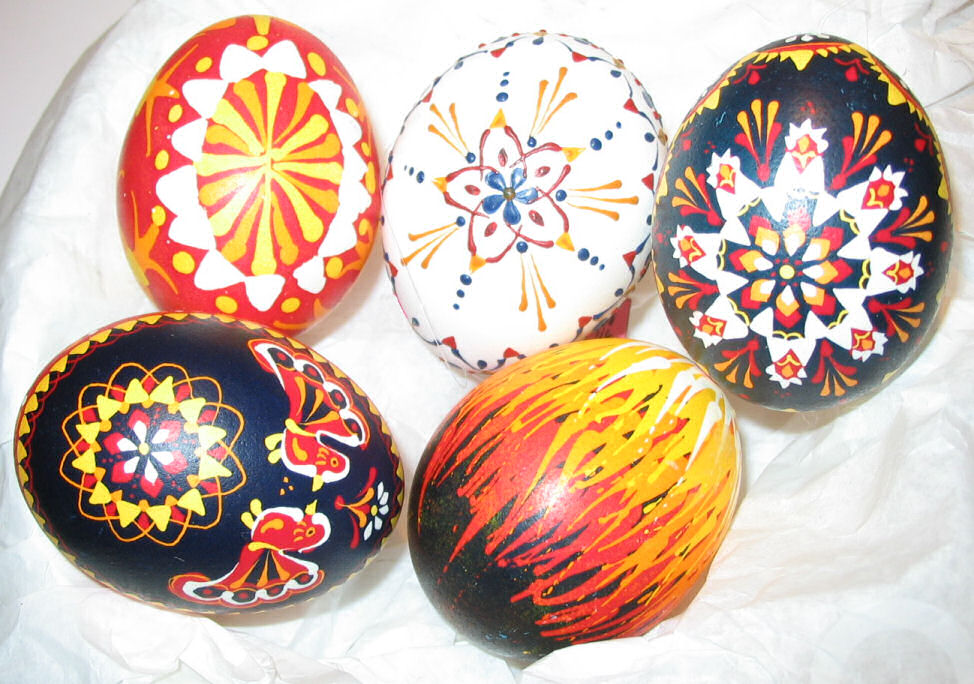
Dekorerade påskägg från Tyskland.

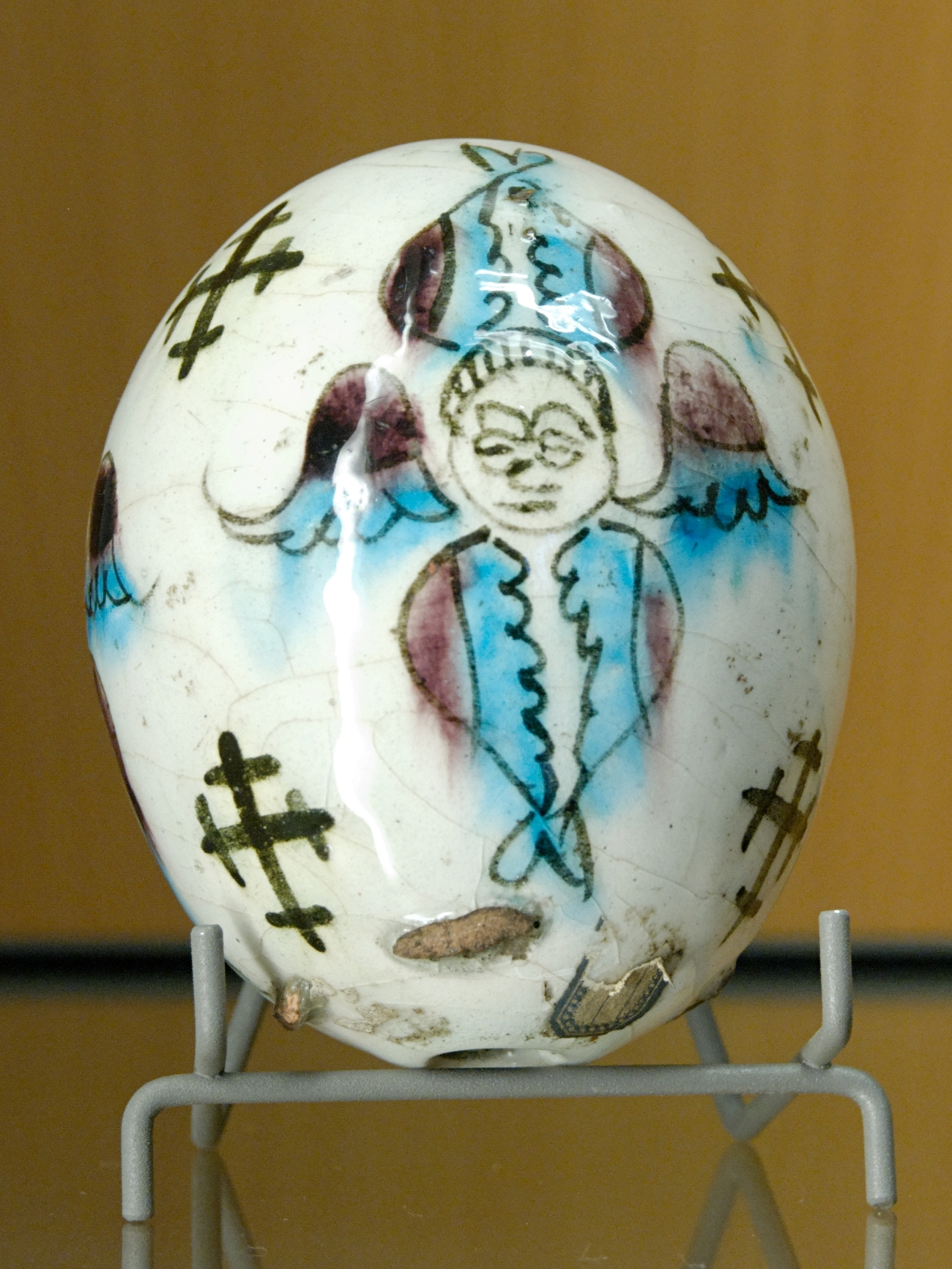
Målat ägg från 1800-talet med en serafim.

Ett påskägg är ett färgat ägg, ofta försett med ornament. Huvudsakligen syftar påskägg på dekorerade hönsägg. Äggformade och målade eller silkespappersförsedda kartonger som kan fyllas med godis eller alternativa överraskningar kallas också för påskägg (ibland kallas de också för bildägg). Ordet påskägg avser dessutom de små och ofta färgglada, ibland styckvis inslagna, små godisägg som affärerna säljer. Påskägg äts, skänks som gåvor eller används som dekoration under påsken.
Kokta ägg kan även dekoreras med en äggvärmare.

## Historia
Våren är tiden för återfödelse. Detta firas i de flesta kulturer genom diverse fruktbarhetsritualer. Ägg symboliserar just återfödelse och fruktbarhet.
I västvärlden tillhör ägg traditionell påskmat. Detta hänger ihop med att hönsen, genetiskt och med liten tillgång till foder, hade uppehåll i äggproduktionen under vintern. Produktionen kom igång igen ungefär lagom till fastan, men eftersom man inte åt ägg under fastan skapades ett äggöverskott till påsken. Dagens avelstammar av höns kan dock lägga ägg året runt.
Att måla ägg har blivit en stor konstform i Ukraina och delar av Central- och Östeuropa. Traditionen härstammar från en gammal kristen sed. Ägg som dekoreras i enlighet med ukrainska folkliga traditioner kallas pysanka.
I Europa var det åtminstone från 1700-talet vanligt att man gav bort ägg, ibland dekorerade eller med små inskrifter. Även kungligheter i Europa gav varandra ägg, men då med värdefullt innehåll. Åren 1885–1917 tillverkade juveleraren Fabergé över 50 ägg till tsarfamiljen i Sankt Petersburg.
Traditionen att skänka ägg har levt kvar, men i Sverige handlar det främst om godisfyllda pappägg. Dessa gjordes i Tyskland under 1800-talet och en tid var det vanligt att de var inslagna i (färgad) stanniol. Med åren har pappäggen fått större storlekar. I vissa familjer anordnas små lekar där påskäggen göms och barnen får leta efter dem i tron om att påskharen gömt påskäggen. Äggjakt anordnas även som offentlig tävling på exempelvis museum. En sådan kan gå ut på att man ska hitta ett visst antal gömda ägg och därefter kan hämta ut ett pris. Myten om att det är påskharen som kommer med påskäggen har funnits i Tyskland sedan 1600-talets slut men anlände till Sverige först under slutet av 1800-talet. Påskharen som symbol fick dock inte något större genomslag i Sverige, förutom möjligen i godisform.

## Annat äggpyssel
Om man inte vill måla äggen som ska ätas kan man färga dem naturligt under kokningen. Exempelvis får skalet en gulaktig färg om ägget kokas tillsammans med lökskal. Hål kan stickas på äggen och innehållet blåsas ur, vilket gör dem så lätta att de kan hängas upp i ett påskris.

## Statistik

### Sverige
I Sverige äts 2 000 ton ägg under påskveckan. Det är dubbelt så mycket som under en vanlig vecka. Under själva påskafton upp till 6 miljoner ägg i timmen. År 2014 var medelvikten ett kilo för (godis-)påskägg i Sverige.

## Bildgalleri

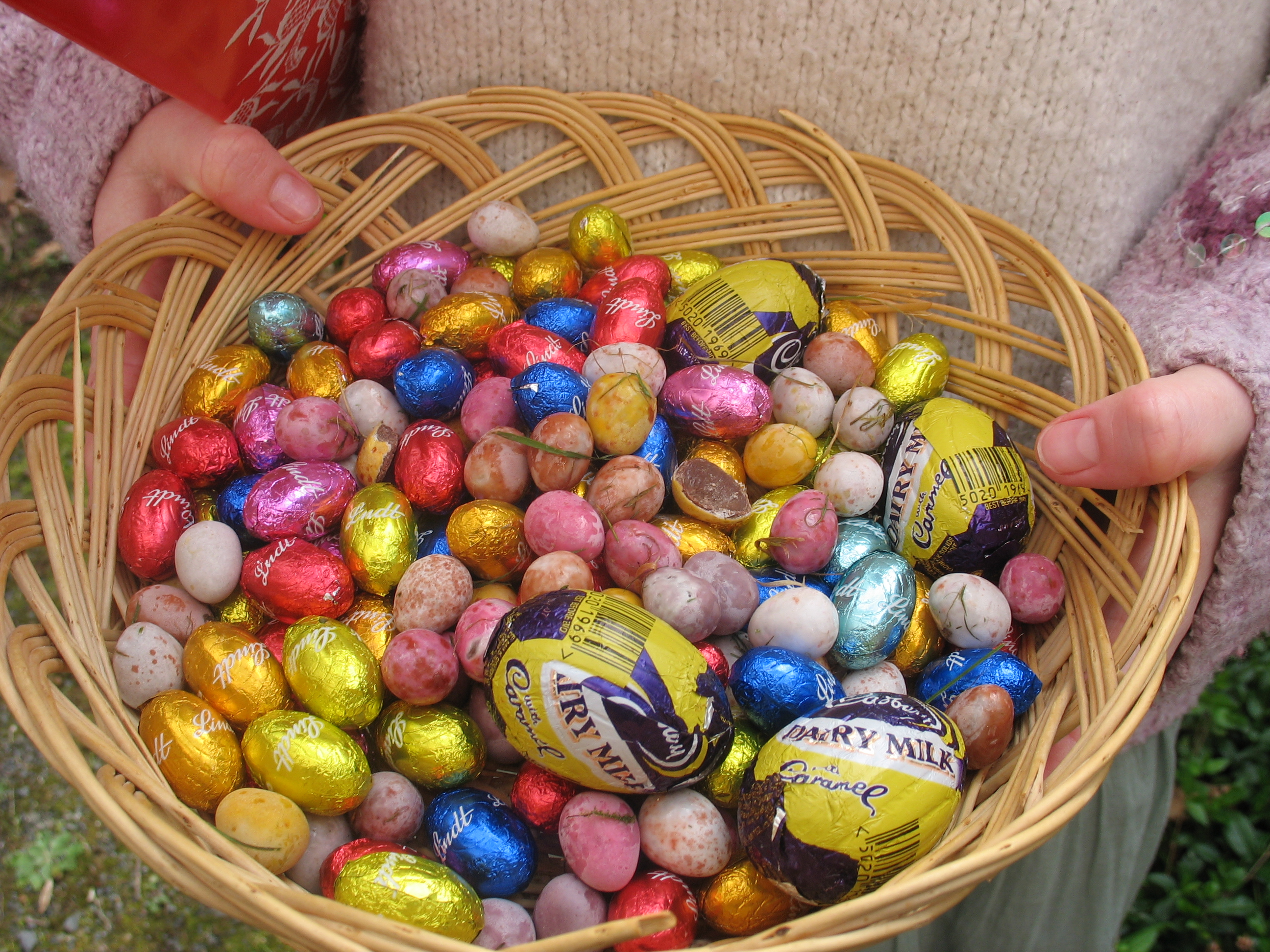
Exempel på godiset påskägg som finns i många varianter.
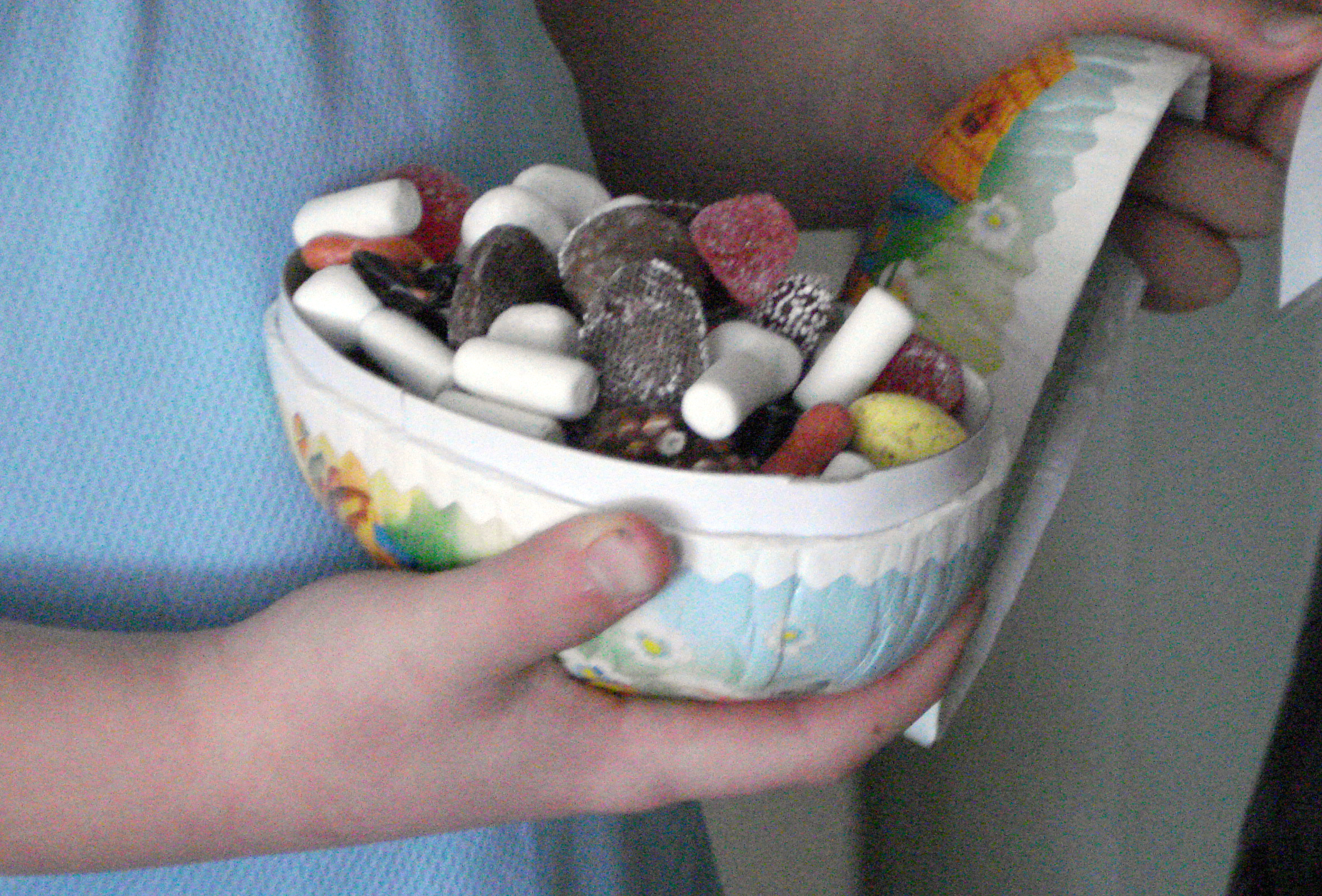
Ett exempel på ett påskägg som innehåller godis.
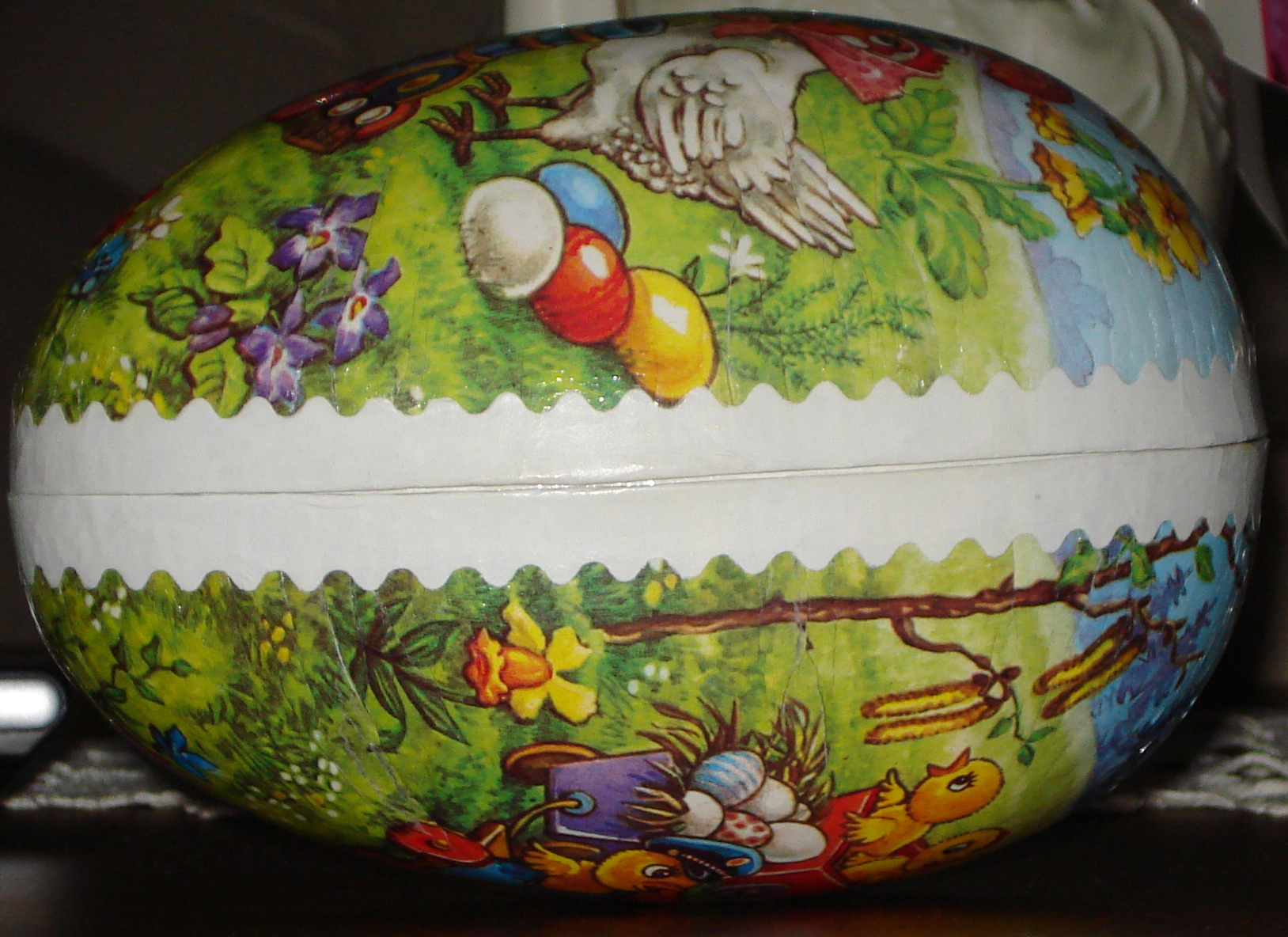
Samma påskägg med lock, såsom de ser ut hela.
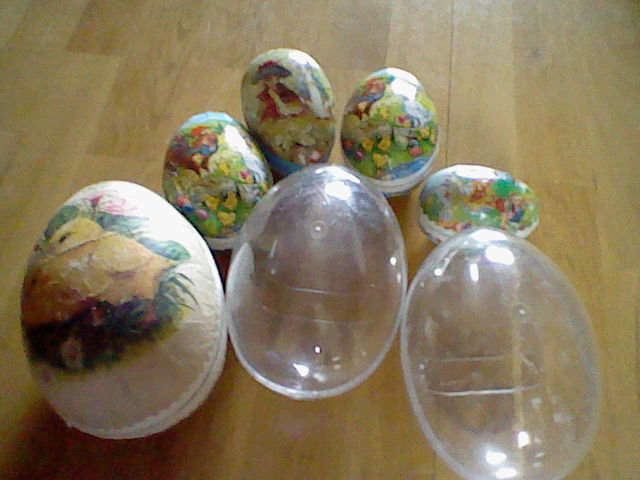
Några svenska påskägg.
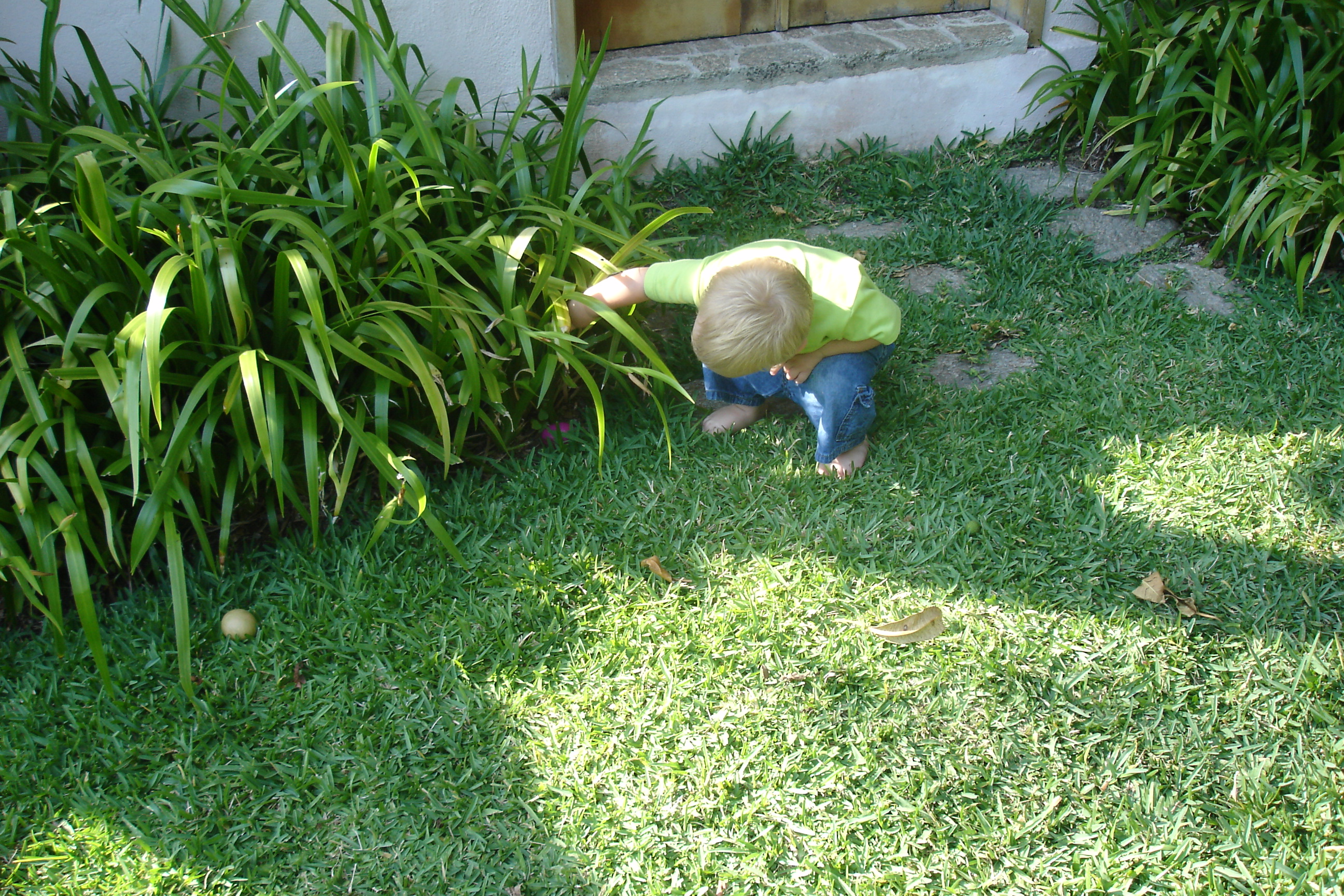
Ett barn letar efter gömda påskägg i trädgården.
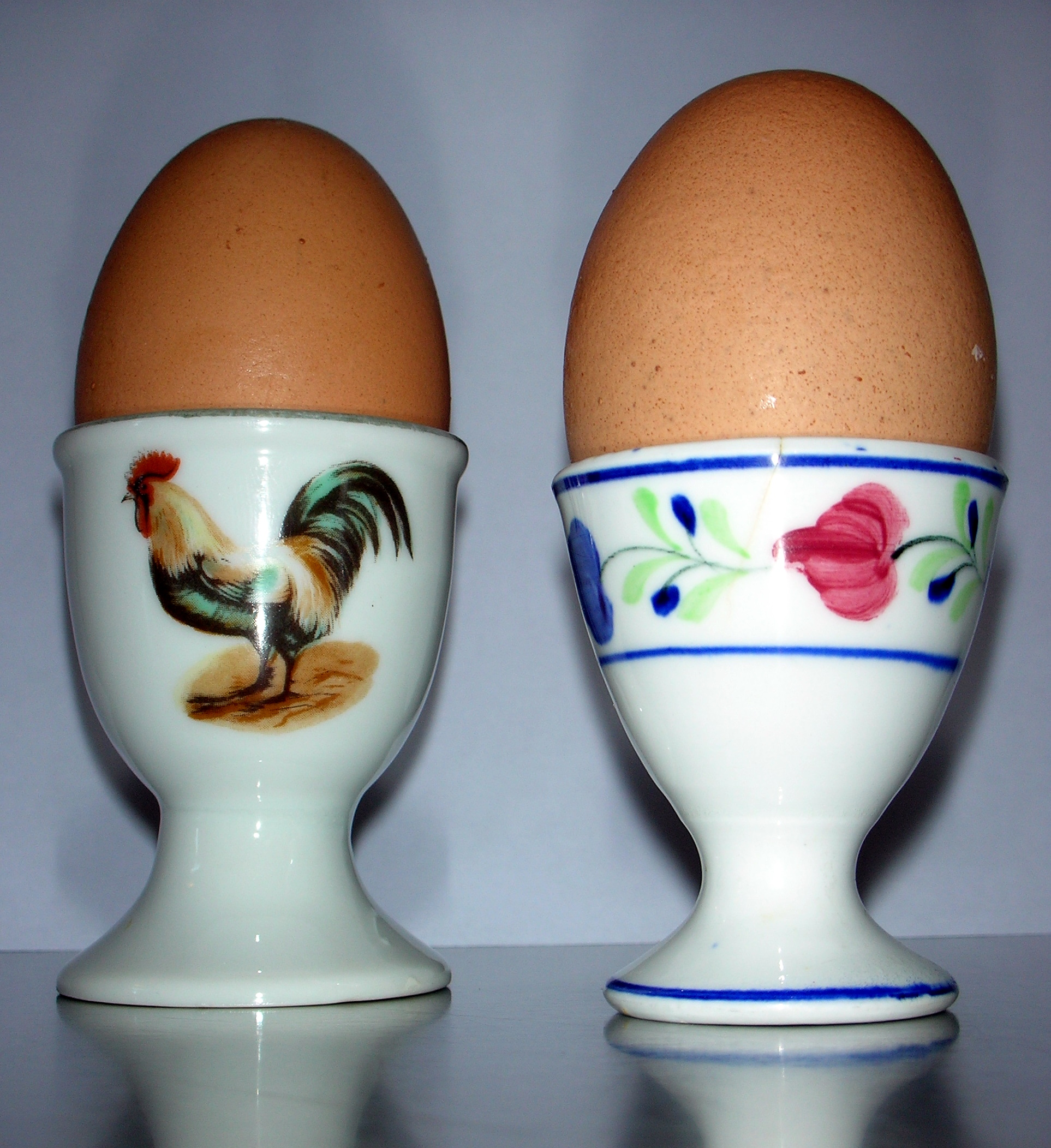
Ägg att äta till påsk.
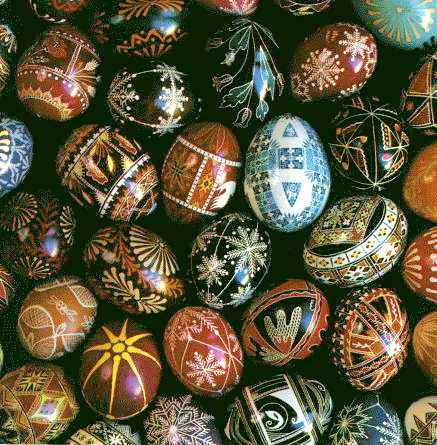
Det är i många länder en tradition att måla ägg till påsken, här målade pisankan från Ukraina.
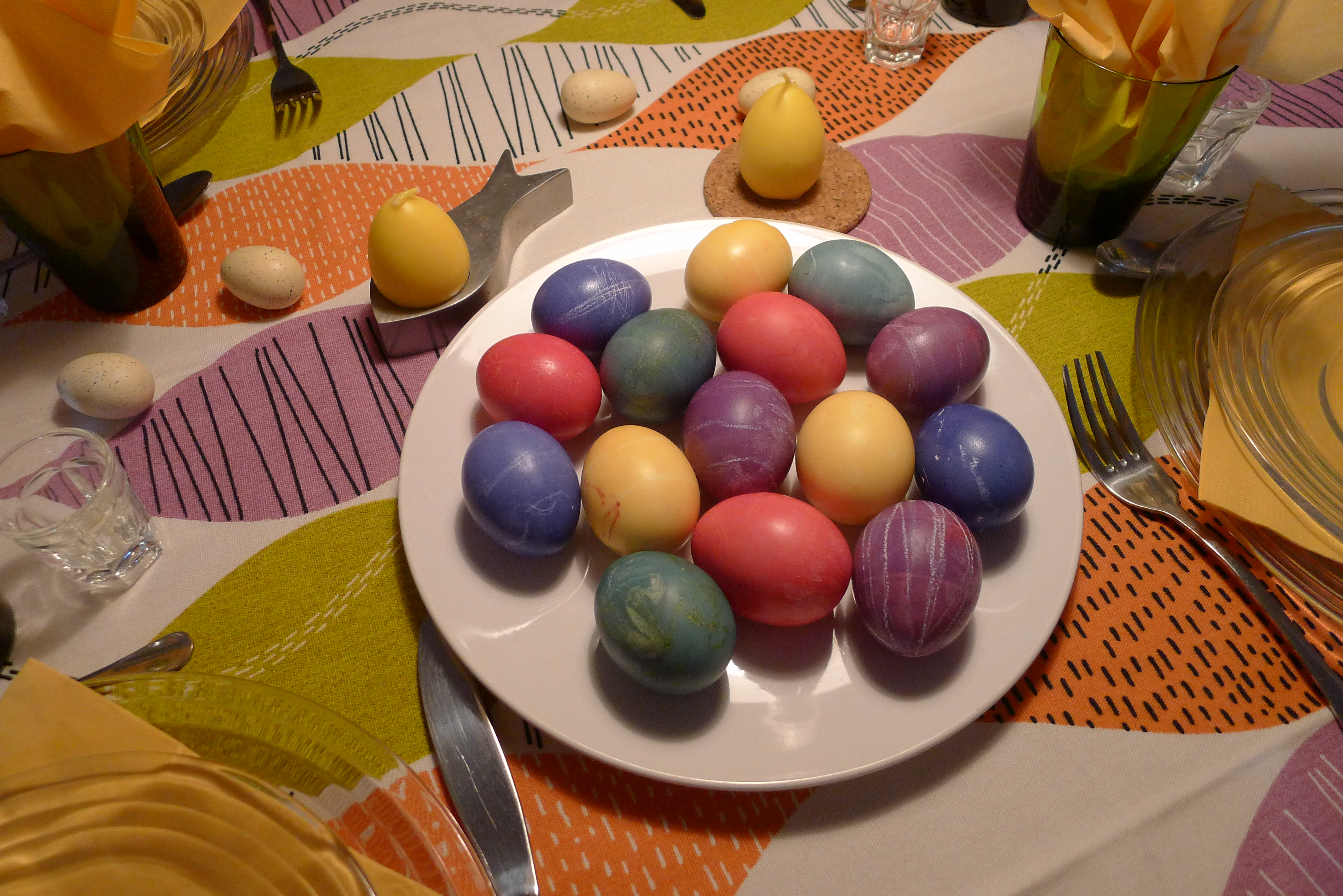
Färgade påskägg.
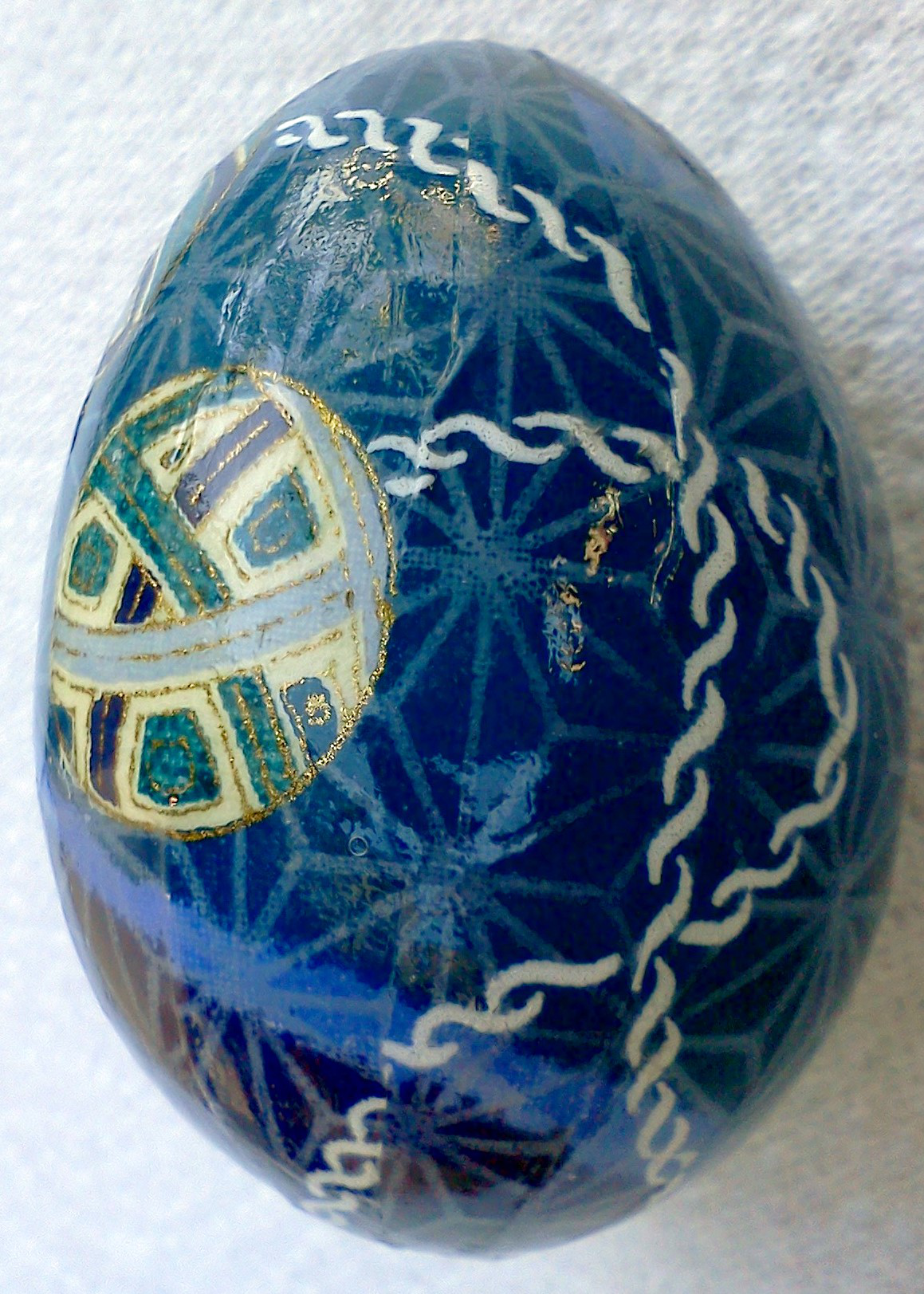
Washi ägg, påskägg från Japan, dekorerad med wasi papper och med en finish av klar lack.
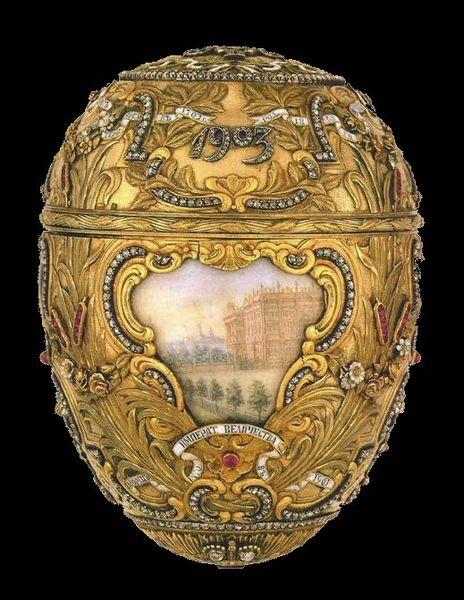
Fabergéägg, juvelklädda påskägg som juveleraren Peter Carl Fabergé gjorde på beställning åt ryske tsaren Alexander III av Ryssland